# Kiss László (vállalkozó)

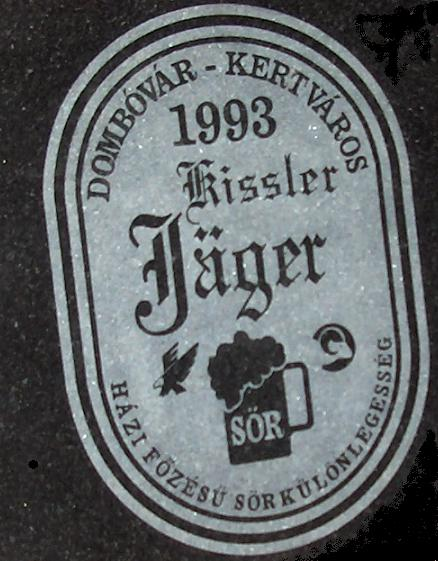
Cégtábla a Búzavirág utcában Dombóváron

Kiss László (Dombóvár, 1958. december 31.) mikrosörfőzde-tulajdonos, ügyvezető. A kraft sörfőzés mozgalma az 1970-es évek elején indult az Egyesült Királyságból, ő és családja 1993-ban csatlakozott a mozgalomhoz.

## Életútja
1976-ban gépi forgácsoló vizsgát tett az 516. sz. Ipari Szakképző Iskolában, Dombóváron. 1981-ben érettségizett a dombóvári Apáczai Csere János Szakközépiskolában. 
1973-1980 között Dombóváron dolgozott a Láng Gépgyárban. 1988-1989 időszakban a Tátra Gyárban volt alkalmazásban Csehországban, Koprivniceben. 1992 óta a Kiss László és Társa Bt. ügyvezetője. 1993-ban alapította feleségével a Kissler Sörfőzdét. Ezzel országos és nemzetközi ismertségre tett szert. Szezonálisan Gunarasfürdőn is jelen van a Kissler Sörfőzde és Sörkert vendéglátó egységgel.

## Díjak, elismerések
- Első Kis Budai Sörverseny, barna sör, első hely - Miskolc, 2010
- Global Craft Beer Sörverseny: arany és bronz érem - Berlin, 2014

## Társasági tagság
- Kisüzemi Sörfőzdék Országos Egyesülete - 1993